# Pașaport european pentru animale de companie
Pașaportul european pentru animale de companie este un document pe care un deținător de animale trebuie să demonstreze, în cazul unor raiduri transfrontaliere în interiorul Uniunii Europene, că un câine, o pisică sau un dihor, păstrat ca animal de companie, dispune de măsurile de sănătate necesare.

Cardul va fi eliberat de medicii veterinari autorizați. Pașaportul UE pentru animale de companie trebuie să fie clar identificabil pentru animal. 

Animalul trebuie să poată fi identificat prin microcip (standardul ISO 11784 sau 11785) sau printr-un tatuaj atașat înainte de 3 iulie 2011. Numărul de identificare trebuie introdus pe card. 

Numărul de identificare individual trebuie să apară pe copertă și pe fiecare parte a datelor pașaportului UE pentru animale de companie. Acest număr este format din codul statului membru al unei nave de companie și numărul de serie. Particulele interne tipărite ale cardului trebuie să fie în limba (limbile) oficiale a țării emitente și în limba engleză.

https://eur-lex.europa.eu/legal-content/RO/TXT/HTML/?uri=CELEX:32013R0576&qid=1554233579983&from=EN